# Fraternità Charles de Foucauld
La Fraternità Charles de Foucauld (in francese Fraternité Charles de Foucauld; sigla F.C.F.) è un'associazione internazionale di fedeli di diritto pontificio.

## Storia
L'associazione sorse nel 1991 a Bayonne a opera di una comunità di donne provenienti da una ventina di nazioni differenti che avevano a lungo condiviso un'esperienza nella Fraternità Jesus Caritas, uno dei gruppi nati dal carisma di fratel Carlo di Gesù (Charles de Foucauld).
Nel 1992 la Fraternità fu ammessa alla famiglia spirituale di Charles de Foucauld.
Il Pontificio consiglio per i laici riconobbe la Fraternità come associazione internazionale di fedeli di diritto pontificio il 1º dicembre 1998.

## Attività e diffusione
L'associazione è costituita da donne laiche che vivono la propria verginità secondo il carisma di Charles de Foucauld.
Le sodali dell'associazione sono riuninte in fraternità di base di sei o sette membri; le fraternità di base di uno o più paesi costituiscono Regioni, animate da équipe regionali. Un'équipe internazionale, designata da un'assemblea generale costituita da delegate elette dalla base, tutela la fedeltà dell'associazione al carisma di Charles de Foucauld e attua gli orientamenti dell'assemblea generale.
L'associazione conta circa 360 membri ed è presente in 25 nazioni. La sede centrale dell'associazione è a Montevideo, in Uruguay.